# Aterm

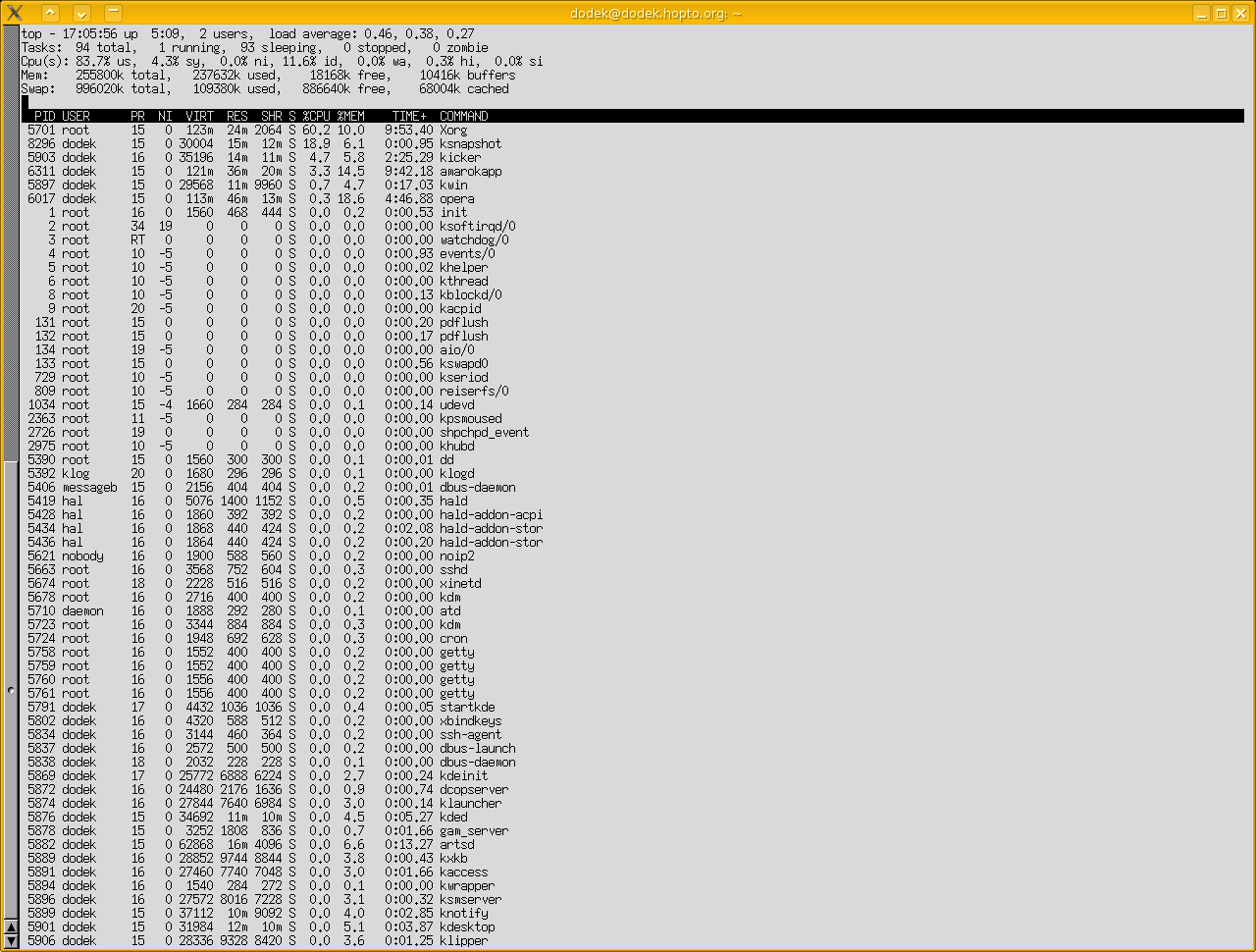
Aterm

Aterm es el terminal por defecto de AfterStep para el servidor X. Basado en rxvt 2.4.8, Aterm es un terminal vt100 en colores que soporta transparencias vía software.

## Ejemplo de transparencia
- aterm +sb -tr -trsb -fg white -bg black -sh 50 -g 75x25 -sl 5000 (sin bordes)